# Liberi tutti (serie televisiva)
Liberi tutti è una serie televisiva italiana prodotta da Rai Fiction e IIF, disponibile in anteprima sulla piattaforma di streaming gratuita RaiPlay dal 14 dicembre 2019. Si tratta della prima serie Rai pensata appositamente per la fruizione in rete. In televisione, viene trasmessa su Rai 3 dal 9 maggio 2020.

## Descrizione
Scritta dagli autori di Boris Luca Vendruscolo e Giacomo Ciarrapico (questa volta senza lo scomparso Mattia Torre, a cui la serie è dedicata), anche il cast artistico riprende in gran parte quello di Boris: oltre al protagonista Giorgio Tirabassi sono presenti Caterina Guzzanti, Massimo De Lorenzo, Carlo De Ruggieri e Luca Amorosino.
La distribuzione gratuita direttamente in streaming, caso primo per una serie televisiva della Rai, rappresenta una sfida per il servizio pubblico, che la direttrice di Rai Digital Elena Capparelli definisce un "vero passaggio verso il futuro". Dal 9 maggio 2020 viene trasmessa in prima serata su Rai 3.

## Episodi
| Stagione       | Episodi | Pubblicazione Italia |
| -------------- | ------- | -------------------- |
| Prima stagione | 12      | 2019                 |

## Trama
La serie ha per protagonista Michele Venturi, un avvocato in stato di arresto per loschi traffici di denaro, che per evitare il carcere si trova a vivere agli arresti domiciliari nella comunità di coresidenza romana chiamata "il Nido", gestita dalla sua ex moglie Eleonora e da Riccardo, il nuovo compagno di quest'ultima. La personalità egoista e grettamente materialista di Michele si scontrerà con i princìpi di collaborazione e autosufficienza della comunità, e i suoi problemi con la legge si intrecceranno nella trama con le vicende sentimentali e personali dei membri della comunità e con le vicissitudini giudiziarie della stessa.

## Personaggi e interpreti

### Personaggi principali
- Michele Venturi, interpretato da Giorgio Tirabassi.
Avvocato di mezza età, dalla mentalità materialista ed edonistica, basa la sua vita sul denaro. Al centro di alcune indagini su traffici illeciti di denaro, viene scoperto dalla polizia con un'ingente somma in contanti in auto, e viene per questo arrestato. Per evitare il carcere si troverà "confinato" nella comunità del Nido, dove con la sua personalità travolgente e a tratti irritante porterà una rivoluzione nelle abitudini di vita dei membri, che a loro volta lo spingeranno a diventare una persona migliore.
- Eleonora, interpretata da Anita Caprioli.
Donna indipendente e forte, è stata sposata con Michele e ora convive con Riccardo all'interno del Nido, che insieme gestiscono. Schifata dai comportamenti del suo ex marito, si sforza comunque affinché quest'ultimo venga accettato dai membri della comunità e intercede in suo aiuto quando questi si trova in difficoltà.
- Riccardo, interpretato da Thomas Trabacchi.
Compagno di Eleonora e fondatore insieme a questa del Nido, è un uomo buono e alla mano, che con le sue doti gestionali fa spesso da paciere nelle assemblee della comunità. Ha un ottimo rapporto con Michele.
- Nicoletta, interpretata da Valeria Bilello.
È un membro di spicco della comunità, nella cui gestione presta il suo aiuto fondamentale a Eleonora. Donna piacente ed elegante, appassionata d'arte, dal primo momento farà colpo su Michele, che cercherà in tutti i modi di conquistarla.
- Chiara, interpretata da Ludovica Martino.
Figlia di Michele ed Eleonora, ha 16 anni ed è cresciuta fin da bambina nella comunità, che in fase adolescenziale comincia a starle stretta. Inizialmente ostile al padre, avrà modo con il tempo di provare a ricostruire con lui il rapporto che precedentemente non hanno mai avuto.
- Martina e Giovanni, interpretati da Caterina Guzzanti e Massimo De Lorenzo.
Persone molto particolari, al limite della salute mentale, si sono fidanzati appena è nato il Nido e per questo sono un punto di riferimento per tutti i membri. Al momento dell'arrivo di Michele però, la loro relazione sembra attraversare un momento di crisi.
- Mario, interpretato da Ugo Dighero
- Lapo, interpretato da Giordano De Plano
- Iolde, interpretata da Rosanna Gentili
- Domenico, interpretato da Lino Musella
- Pasquale, interpretato da Franco Pinelli
- Le spie, interpretate da Luca Amorosino e Carlo De Ruggieri
- JJ, interpretato da Andrea Roncato

### Personaggi secondari
- Idea, interpretata da Giulia Anchisi (11 episodi)
- Giulia, interpretata da Giulia Mombelli (11 episodi)
- Alberto, interpretato da Emiliano Campagnola (10 episodi)
- Valentina, interpretata da Romana Maggiora Vergano (5 episodi)
- Marcus, interpretato da Maurizio Pepe (5 episodi)
- Gleb, interpretato da Gerhard Koloneci (5 episodi)
- Magistrato, interpretata da Cristina Pellegrino (4 episodi)
- Poliziotti di vigilanza, interpretati da Alessandro Federico e Claudio Parise (4 episodi)
- Maurizio Tavani, interpretato da Andrea Bruschi (2 episodi)
- Principe Ciro del Poggio di Filicudi, interpretato da Adelmo Togliani (2 episodi)
- Artista maledetto, interpretato da Emanuele Linfatti (2 episodi)
- Andrea Quattropani, interpretato da Giulio Ferretto (2 episodi)